# Æthelflæd merciai királynő
Æthelflæd, más írásmóddal Ethelfleda, Aethelflaed vagy Aelfled (angolszászul: EÞELFLEDA, vagy ÆÐELFLÆD), (869/872 – 918. június 12.) Mercia királynője 911-től haláláig. Fivérét, Eduárdot békében és háborúban egyaránt támogatta. Új várakat és városokat alapított, a romba dőlteket pedig újból felépíttette. Halála után Mercia egyesült Angliával. Az Angolszász krónika Mercia úrnőjének (Lady of the Mercians, angolszászul: Myrcna hlæfdige) nevezi .
Alfréd wessexi király és Ealswitha leánya, Ethelred merciai gróf neje. Bátyjának, Eduárdnak nagy segítségére volt az Anglia keleti részét elfoglaló dán seregek legyőzésében. Néhány évvel férje, a merciai hadvezér, Aethelred halála előtt lett Mercia uralkodója. Amíg Eduárd megerősítette Anglia középső részének (Midsland) délkeleti területeit (910–916), addig Ethelfleda Merciában építtetett erődöket. 917-re készen álltak a dánok elleni nagy közös támadásra. Ethelfleda hamar elfoglalta Derby, 918-ban pedig Leicestert, azonban a sikeres hadjárat befejezése előtt meghalt. Eduárd ezután megszerezte testvére királyságát, és beteljesítette a dánok feletti győzelmet. mivel Ethelfleda kiterjesztette hatalmát Walesre és Northumbriára is, Eduárdnak lehetősége nyílt, hogy e területeket is fennhatósága alá vegye.